# Боксберг (Баден)
Боксберг (нем. Boxberg) — город в Германии, в земле Баден-Вюртемберг.
Подчинён административному округу Штутгарт. Входит в состав района Майн-Таубер. Население составляет 6967 человек (на 31 декабря 2010 года). Занимает площадь 101,81 км². Официальный код — 08 1 28 014.